# Bat Out of Hell: The Musical
Bat Out of Hell: The Musical (également connu sous le titre Jim Steinman's Bat Out of Hell: The Musical) est un opéra rock composé par Jim Steinman, inspiré de l'album Bat Out of Hell de Meat Loaf. Steinman a signé le livret ; il a également écrit l'ensemble des chansons, la plupart provenant de la trilogie Bat Out of Hell (Bat Out of Hell, Bat Out of Hell II: Back into Hell et Bat Out of Hell III: The Monster Is Loose).

## Postulat
Tout comme la trilogie musicale Bat Out of Hell, l'opéra rock puise son inspiration dans l'œuvre phare de James Matthew Barrie, Peter Pan.
L'action prend place dans un Manhattan apocalyptique renommé Obsidian. L'intrigue suit Strat, le chef du groupe dissident The Lost. Le garçon, éternellement jeune, va s'éprendre de Raven, la fille de Falco, le tyrannique dirigeant d'Obsidian.

## Argument détaillé

### 1eracte
L'histoire se déroule dans la ville dystopique d'Obsidian, autrefois connue sous le nom de Manhattan. Le premier acte s'ouvre sur Strat. Le garçon se remémore sa découverte du rock 'n' roll (Love and Death and an American Guitar / Strat's Soliloquy), juste avant que son ADN ne se fige. Depuis lors, il est condamné à garder pour toujours le physique de ses dix-huit ans ; c'est aussi le cas de ses amis Tink, Zahara, Jagwire, Blake, Valkyrie, Ledoux et d'autres éternels adolescents. Strat et ses amis se sont organisés en bande dissidente face au pouvoir en place. Leur gang répond au nom de The Lost.
The Lost manifeste aux abords de la Falco Towers (All Revved Up with No Place to Go / Wasted Youth), la résidence du leader tyrannique d'Obsidian, Falco. Durant l'altercation qui s'ensuit, la chemise de Strat lui est arrachée et jetée au sol. La fille unique de Falco, la jeune Raven, s'est faufilée dehors et assiste à la rixe. A ses pieds, elle découvre le haut de Strat. Pendant qu'elle ramasse le vêtement, ses yeux croisent ceux de son propriétaire.
Avant qu'ils ne puissent échanger un mot, l'adolescente est immédiatement ramenée à l'intérieur par sa mère, Sloane. Strat sait d'ores et déjà qu'il reverra Raven. Entre temps, Falco lui-même a rejoint le combat. Il malmène Tink, occupé à taguer le mur de sa tour. Ledoux intervient et fracasse une bouteille sur la tête de l'agresseur, lui lacérant le visage.
Falco finit par prendre le dessus sur The Lost et la bande doit battre en retraite. Alors qu'il regagne sa tour, Raven le confronte. Avec hargne, elle lui reproche de la séquestrer et de la priver de toute liberté. Après avoir expédié Raven au lit sans prêter l'oreille à ses dires, Falco s'entretient avec Sloane. Il narre à sa femme la façon dont il veut transformer Obsidian. Pour accomplir ce grand projet urbain, il planifie la destruction des tunnels de métro désaffectés. Les tunnels sont devenus le refuge des sans-abris, notamment The Lost. Ils parlent ensuite des adolescents d'aujourd'hui tout en déplorant leur jeunesse passée (Who Needs the Young?).
Dans sa chambre, Raven essaie la chemise de Strat. Ce dernier, de son côté, est parvenu à gagner sa fenêtre. Il dérobe furtivement un magazine où figure la jeune fille. Raven s'aperçoit de sa présence mais, à nouveau, leur rencontre s'avère de courte durée : Sloane fait irruption dans la chambre et Strat s'éclipse.
Intriguée, Raven questionne sa mère au sujet de The Lost. Sloane lui narre la guerre chimique et le tremblement de terre qui ont déchiré la ville, voilà vingt-cinq ans. Les adolescents du gang ont été piégés dans un tunnel rempli de poison. Les toxines ne les ont pas tués mais ont altéré leurs gènes : ils auront dix-huit ans pour toujours. Son histoire achevée, Sloane offre à sa fille le cadeau qu'elle lui réservait pour son dix-huitième anniversaire. Raven découvre avec surprise une vieille veste de motard - celle qui jadis avait appartenue à Falco. Sa mère l'encourage à ne pas commettre les mêmes erreurs qu'elle. Elle lui souhaite d'être libre et de tomber amoureuse.

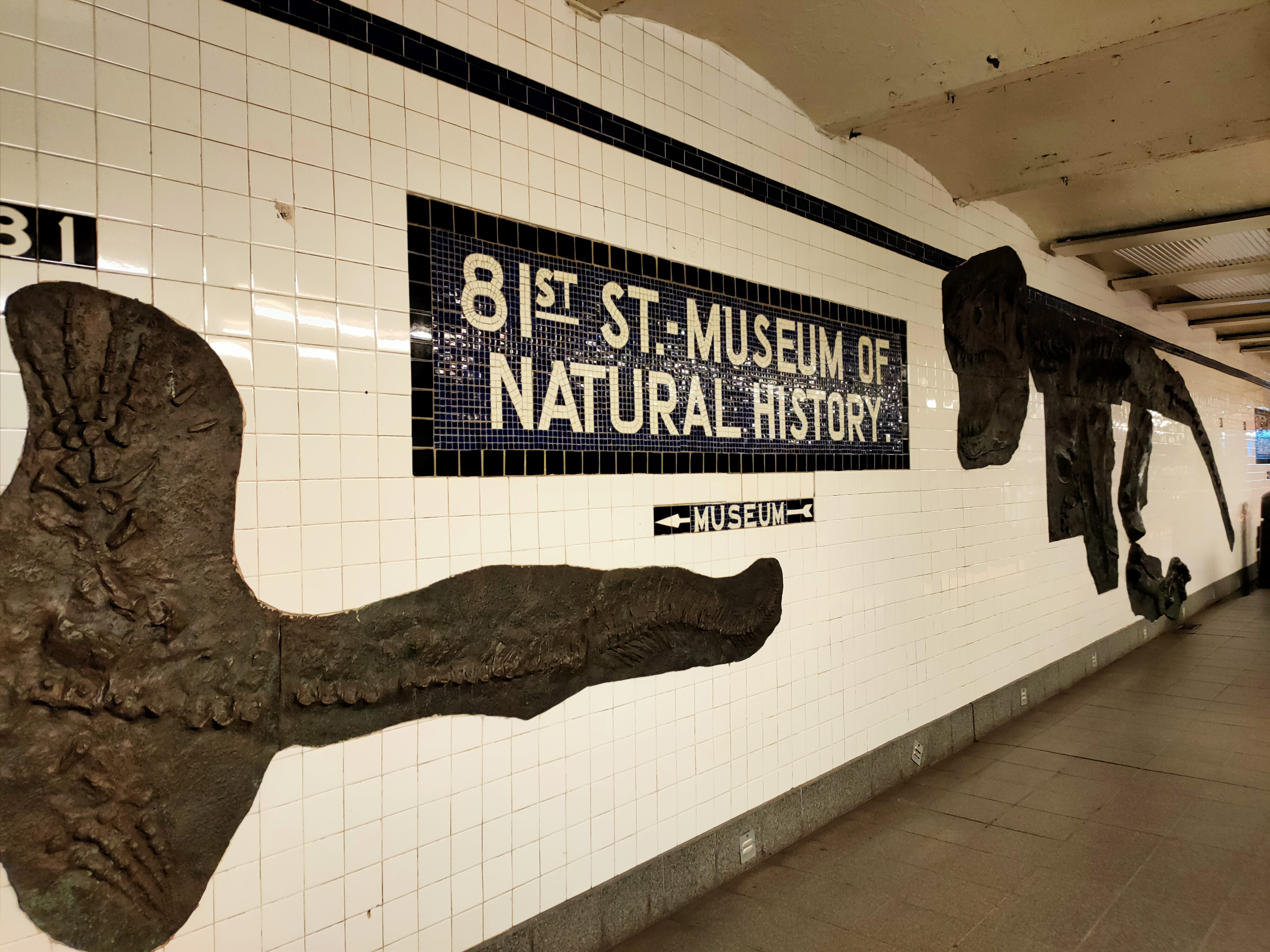
La station de métro 81st Street–Museum of Natural History, où The Lost a ses quartiers.

Le jour suivant, The Lost se rassemble dans le Deep End, une zone obsidienne reculée. Il s'agit de leur refuge, situé dans un tunnel désaffecté à proximité de la station du Musée d'histoire naturelle. Le meilleur ami de Strat, Tink pulvérise son vélo puis provoque agressivement Jagwire. Leur bagarre tourne court grâce à l'intervention de Strat. À l'insu de ce dernier, Tink est amoureux de lui. Leur chef prend Tink à part, soigne ses blessures et l'affronte. Ils chahutent, Tink tente de l'embrasser mais Strat s'esquive.
Zahara arrive et expose le projet de Falco à la bande. Un peu plus tard, lorsqu'elle cherche à séduire Strat, ce dernier se dérobe derechef. Il finit par l'interroger : « On a hot summer night, would you offer your throat to the wolf with the red roses ? ». Mais cette question se solde par un échec. Zahara et Strat se sont éloignés petit à petit, ils se montrent désormais toxiques l'un envers l'autre.
Lorsque Zahara part, elle conseille à Strat d'abandonner ses plans romantiques et d'oublier Raven. Le garçon refuse, irrépressiblement attiré par la fille de Falco. Puisqu'il aspire à revoir Raven, Blake, Ledoux, Tink et le reste de la bande lui suggèrent de l'enlever en échange d'une rançon. Après avoir été rabroués, ils l'encouragent plutôt à la courtiser (Out of the Frying Pan And Into the Fire).
Pendant ce temps, Jagwire gare sa moto devant la Falco Towers et va à la rencontre de Zahara. S'ils couchent ensemble sans implication amoureuse, la situation ne convient plus au jeune homme. La conversation dégénère. Zahara accuse Jagwire de l'espionner et tente de le chasser. Son soupirant s'entête à lui faire comprendre ses sentiments. Bien qu'elle soit consciente de l'affection sincère qu'il lui porte, Zahara le repousse gentiment. Elle ne parvient pas à tirer un trait sur son premier amour (Two Out of Three Ain't Bad).
Au sein de la Falco Towers, les maîtres des lieux préparent une fête pour les dix-huit ans de leur fille, au grand dam de cette dernière. Raven demande une fois encore à son père de la laisser explorer le métro et ses tunnels, ce que ce dernier condamne fermement. Lorsqu'elle trahit sans le vouloir son attirance pour Strat, Falco rentre dans une colère noire. Sloane, ivre, tente d'égayer l'atmosphère et rappelle en vain qu'il s'agit de l'anniversaire de Raven. La discussion prend une tournure inattendue : Falco et Sloane se remémorent leur jeunesse libre et leur attraction charnelle (Paradise by the Dashboard Light) . Ils s'embrassent langoureusement devant leur fille, provoquant le départ d'une Raven frustrée et dégoûtée.
Dans sa chambre, en larmes, Raven déchire ses photos de famille. Falco et Sloane entrent. Alors qu'ils s'excusent de l'avoir embarrassée le jour de son anniversaire, Zahara apparaît dans son uniforme d'infirmière. Elle administre à Raven une drogue anti-rêve et ses parents la mettent au lit.
Une fois la voie libre, Strat se faufile par la fenêtre. Sa présence réveille Raven, d'abord surprise puis fascinée. Strat lui pose sa fameuse question : « On a hot summer night, would you offer your throat to the wolf with the red roses ? ». Mais la jeune fille, déstabilisée par ses propres sentiments, néglige l'interrogation. Strat, déçu, s'apprête à partir, mais elle l'intercepte. Ils ont une conversation franche, où Strat raconte à Raven le quotidien des Lost. De son côté, elle lui révèle être incapable de rêver en raison du traitement anti-rêves que lui prescrit son père. Les deux adolescents sont attirés l'un par l'autre (Making Love Out of Nothing at All) et Strat l'invite à sortir avec lui pour une nuit. Enivrée par le garçon et ses promesses d'aventures, Raven accepte de l'accompagner.
Ils sont sur le point de faire l'amour quand une Zahara révoltée force la porte. Elle leur apprend les évènements terribles qui viennent de se produire : Falco et ses troupes arrivent, ils ont déjà commencé à envahir le Deep End. Strat et Raven s'échappent par la fenêtre. Dehors, ils retrouvent Jagwire. Ce dernier apparaît avec la moto de Strat et il les exhorte à fuir juste au moment où lui-même est appréhendé par Falco. Strat emmène Raven sur son véhicule et ils sèment leurs poursuivants.
En chemin, Raven émet des doutes (Bat Out of Hell). Elle commence à craindre la colère de son père et la vengeance que ce dernier abattrait sur Strat. Elle saute de la moto et s'enfuit, laissant derrière elle un Strat dévasté. Le jeune homme finit par s'élancer à toute vitesse le long de la falaise, ignorant l'océan Atlantique en contrebas. Il semble perdre le contrôle de son véhicule et ne parvient pas à amorcer un virage, sans que l'on ne sache si l'accident est intentionnel ou non. Sa moto se brise et écrase son conducteur, le blessant grièvement.
Le premier acte se termine sur Zahara et Tink découvrant son corps inerte. Zahara longe la falaise et appelle les ambulanciers. Ces derniers l'aident à emmener Strat.

### 2eacte
Falco a lancé son offensive sur le Deep End. Le tyran a capturé de nombreux membres de The Lost et les a enfermé dans les cachots de sa tour. Il les séquestre dans une cage étroite, laquelle peine à tous les contenir. Avec un plaisir malsain, Falco soumet Jagwire à des électrocutions.
Zahara apparaît dans son uniforme d'infirmière, la chemise ensanglantée de Strat à la main. Elle informe froidement The Lost et son employeur que Strat est mort. A cet instant précis, Raven et Sloane arrivent. En apprenant la nouvelle, la jeune fille s'effondre. Elle est entraînée hors de la pièce par les deux femmes, laissant Falco et sa milice torturer la bande (In the Land of the Pig, the Butcher Is King).
Dans sa chambre, Raven pleure la mort de Strat (Heaven Can Wait).
Au sous-sol, les membres du gang accusent la perte de leur leader et admettent que leur vie est un gâchis. Jagwire, Blake, Valkyrie et Ledoux partagent leur passé (Objects in the Rear View Mirror May Appear Closer Than They Are).
Révoltée par les mauvais traitements de Falco, Sloane se faufile jusqu'à la prison. Elle libère The Lost et permet à la bande de s'échapper. Zahara retourne ensuite près de l'héritière. Elle découvre Raven endormie et lui prélève une importante quantité de sang. Après quoi, elle la réveille et lui demande de l'accompagner. La jeune fille s'exécute.
À leur insu, Tink était caché dans la pièce : dans un accès de jalousie, il déchire violemment les oreillers de Raven. Alors que des plumes volettent partout autour de lui, il lacère la photo de l'adolescente avec son couteau.

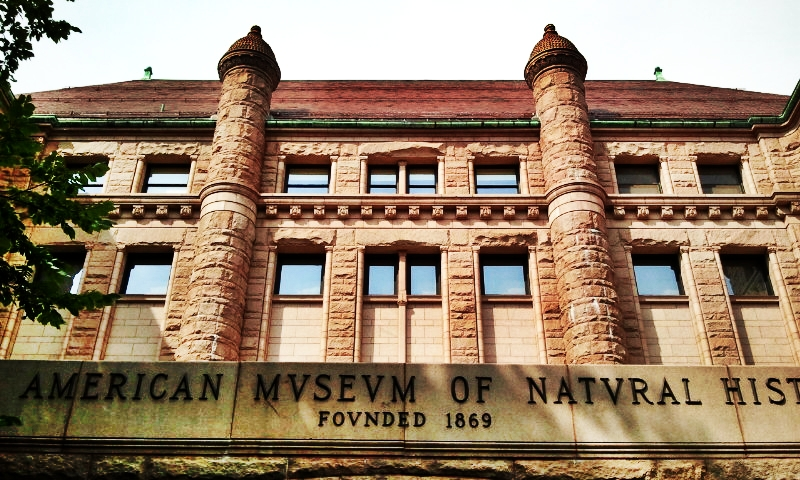
Le musée d'histoire naturelle où Tink, Zahara et Raven soignent Strat.

Zahara emmène Raven en sureté, dans le grenier du musée d'histoire naturelle. C'est ici que Tink et elle-même veillent sur Strat en secret. Le garçon a miraculeusement survécu à l'accident mais reste dans un état critique. L'infirmière transfuse le sang de Raven à Strat.
Peu de temps après, ce dernier s'éveille et, encore sous le choc et délirant, trébuche en récitant de la poésie (Teenager In Love). Raven, en liesse, tente de remercier Tink de l'avoir sauvé. Ce dernier la repousse grossièrement, laissant éclater sa hargne envieuse. Zahara éloigne Tink de force, laissant Strat et Raven enfin réunis (For Crying Out Loud).
Le lendemain, Zahara retourne à la Falco Towers pour récupérer les affaires de Raven. Falco découvre son intrusion et la violente, lui ordonnant de révéler où se trouve sa fille. L'infirmière nie dans un premier temps. Au fil de la conversation, elle comprend avec horreur que Falco connaît sa véritable identité ; le tyran sait qu'elle est une membre de The Lost. Alertée, Sloane entre à son tour et cherche à sauver Zahara. Elle tente de raisonner son mari mais il la repousse brutalement. Son épouse finit par craquer et lui annonce qu'elle le quitte. Falco est sur le point de frapper Sloane quand Zahara tire sur le maître des lieux. Les blessures sont sans gravité mais lui permettent de prendre l'avantage. Zahara compte emmener la mère de Raven avec elle, là où toutes les deux seront en sécurité.
Toujours cachés au musée, Strat repose sa question à Raven : « On a hot summer night, would you offer your throat to the wolf with the red roses ? ». Sa compagne répond à ses paroles et accepte avec joie ce qui était en fait une demande en mariage. Le reste de la bande fait son entrée. Tous sont ahuris et bouleversés de voir Strat en vie. Ils fêtent joyeusement son retour d'entre les morts et acceptent Raven dans leur clan (You Took the Words Right Out Of My Mouth (Hot Summer Night)).
L'union se prépare. The Lost pare Strat d'une chemise à volants et d'une veste argentée scintillante puis habille Raven d'une robe blanche, assortie d'un joli bouquet. Sloane se joint à la célébration où elle donne sa bénédiction à Strat. Comme le veut la tradition, Raven jette le bouquet par-dessus son épaule. Ce dernier est attrapé par Zahara, qui à la fois ravie et paniquée, le relance aussitôt. Valkyrie s'en empare, se met à genoux et propose à Sloane de l'épouser.
Après la cérémonie, Strat et Raven se rendent aux Dunes et discutent tendrement. Raven lui révèle qu'elle est capable de rêver pour la première fois. Alors qu'ils esquissent des gestes tendres, ils sont interrompus par Tink. Malade de jalousie, son meilleur ami exige que Strat renvoie Raven à Falco. Le jeune homme s'y oppose et une vive dispute éclate. Tink jure de se débarrasser de Raven et, le cœur brisé, pleure sur son amour non réciproque (Not Allowed to Love).
Dans sa tour, Falco tente en vain de dissuader Sloane de le quitter après avoir perdu Raven (What Part of My Body Hurts the Most). Cette dernière le laisse seul pour méditer sur ses actions. Le tyran reçoit plus tard la visite de Tink. Ce dernier lui propose un marché : il le guidera jusqu'à Raven, à condition que personne ne soit blessé et qu'il laisse The Lost en paix après avoir récupéré sa fille. Falco accepte le pacte, tout en jubilant de la trahison de Tink.
Dans le Deep End, The Lost s'est réuni au bar. La bande continue à célébrer l'union de Strat et Raven tandis que Jagwire fait la sérénade de Zahara (Dead Ringer For Love).
La fête est interrompue par Falco et sa milice, flanqués de Tink. Il révèle l'accord conclu avec Tink et ordonne à The Lost de lui rendre Raven. L'ensemble du gang résiste et une violente altercation s'ensuit. La rixe connaît un dénouement tragique lorsque Falco tire accidentellement sur Tink. Submergé par le choc et la colère, Strat ordonne à Raven de ne pas l'approcher. La jeune fille obtempère, le cœur brisé.
Mourant, Tink trouve la force de s'excuser auprès de Strat. Le garçon lui pardonne en lui assurant qu'il sera toujours son meilleur ami et son âme sœur. Leurs retrouvailles tournent à l'adieu. Tink expire dans ses bras. The Lost organise les funérailles (Rock and Roll Dreams Come Through).
De son côté, Raven n'a d'autre choix que de rentrer à la Falco Towers où elle s'oppose farouchement à son père et le confronte quant à ses actes.
Six mois se sont écoulés. Perdue, Sloane erre toujours en ville. Elle délivre dans un douloureux monologue sa quête de jeunesse et de renaissance, une quête vaine où elle a échoué. A Falco Towers, éreintée par les évènements, Raven vit en recluse et s'isole. Elle ne sort guère de sa chambre.
Ce jour-là, Strat se présente à sa fenêtre. Il lui demande pardon de l'avoir rejetée, lui apprend la mort de Tink et reconnaît qu'elle n'avait aucune responsabilité dans cette tragédie. Enfin, il lui confesse son amour. Réalisant qu'elle est toujours éprise de lui, Raven accepte de lui laisser une seconde chance ; pour sa part, Sloane revient vers Falco : ils vont tenter de sauver leur mariage (It's All Coming Back to Me Now).
Mais Raven demeure indécise. Une inquiétude reste vive. Pendant leur séparation, elle a longtemps réfléchi à sa relation avec Strat et sait que leur histoire est impossible. N'ayant pas été infectée, Raven sera amenée à vieillir quand Strat restera jeune jusqu'à son dernier souffle. Le chef de The Lost la rassure. Son âge importe peu : elle aura toujours dix-huit ans à ses yeux et il l'aimera éternellement, quoi qu'il arrive.
L'heure du final approche : en entonnant I'd Do Anything For Love (But I Won't Do That), les couples principaux (Strat et Raven, Falco et Sloane, Zahara et Jagwire) réitèrent leurs vœux à leurs partenaires respectifs. En signe de rédemption et avec l'appui musclé de Zahara, Falco apparaît vêtu à la manière du gang, dans un style résolument rock.

## Personnages principaux
- Strat : jeune homme charismatique, excentrique et rebelle, le temps n'a pas d'emprise sur lui. Il est le chef de The Lost, un groupe d'adolescents dissidents dont l'ADN s'est figé à dix-huit ans. Il tombe amoureux de la fille de Falco, Raven. Strat et son gang vivent dans les tunnels de métro abandonnés, sous la ville d'Obsidian.
- Raven : fille unique de Falco, elle fêtera son dix-huitième anniversaire au cours de l'histoire. Elle vit avec ses parents dans un gratte-ciel d'Obsidian, la Falco Towers. Elle est l'héritière de la fortune familiale mais entretient un rapport houleux avec ses parents, en particulier à son père. Elle s'éprend de Strat. Cependant, à l'inverse de ce dernier, son ADN n'est pas figé. Raven et Strat devront tous les deux accepter le fait que la jeune fille vieillira, là où lui-même restera jeune à jamais.
- Falco : le père de Raven, puissant tyran et PDG de Falco Industries. Il possède sa milice privée, qu'il emploie à éradiquer The Lost. Il est très protecteur envers Raven qu'il cherche à préserver coûte que coûte, quitte à la déposséder de toute liberté. Il méprise particulièrement Strat, qu'il haïra d'autant plus en voyant l'affection que sa fille lui porte.
- Sloane : la femme de Falco et la mère de Raven. Alcoolique, elle nourrit beaucoup de regrets et d'amertume sur ces choix passés. Alors que Falco devient de plus en plus oppressif et violent, elle cherche à se libérer de son époux. Elle fait un transfert sur son enfant et veut que Raven connaisse ce qu'elle-même ne possède plus : la liberté et l'amour.
- Tink : le meilleur ami de Strat et un membre de The Lost. Il est sincèrement épris de Strat mais ne peut se déclarer : son ADN le fige sous les traits d'un très jeune garçon, il paraît beaucoup plus jeune que les autres membres du groupe. Il est considéré comme un enfant par ses pairs. Il nourrit une rancune farouche envers Raven, qu'il considère responsable de ses déboires sentimentaux, et craint que la jeune fille n'éloigne Strat de lui.
  - Note : Si son sort originel est tragique, la tournée anglophone de 2022 lui apporte une issue moins dramatique : Tink survit à sa blessure et accepte Raven dans la bande. Ce dénouement rend plus cohérente la rédemption finale de Falco, puisqu'il justifie le pardon de Sloane et son acceptation par les membres de The Lost.
- Zahara : amie de Strat. Zahara mène une double vie, elle travaille comme infirmière à la Falco Towers mais est aussi une membre de The Lost. Si elle s'oppose farouchement au règne de Falco, elle s'avère protectrice envers Raven et Sloane.
- Jagwire : ami de Strat et membre de The Lost, il est amoureux de Zahara.
- Ledoux : ami de Strat et membre de The Lost, il a une relation privilégiée avec Tink qu'il adore et protège.
- Blake : ami de Strat et membre de The Lost.
  - Note : À compter de la tournée américaine de 2018, le personnage disparaît des représentations anglophones.
- Valkyrie : amie de Strat et membre de The Lost.
  - Note : Figure d'ensemble étroitement associée à Blake, son importance sera accrue dès 2017. Dans les versions plus récentes du spectacle, elle est davantage présente et ouvertement homosexuelle. On la voit par exemple flirter avec Zahara, chanter le couplet de Blake dans Objects in the Rear View Mirror May Appear Closer Than They Are et demande Sloane en mariage durant le morceau You Took The Words Right Out Of My Mouth.

## Distributions américaines
| Personnage | New York, atelier de préproduction (2015) | Toronto (2017–18)               | Tournée américaine (2018–19)    | New York (2019)      | Las Vegas (2022)      |
| ---------- | ----------------------------------------- | ------------------------------- | ------------------------------- | -------------------- | --------------------- |
| Strat      | Andrew Polec / Jordan Luke Gage           | Andrew Polec / Jordan Luke Gage | Andrew Polec / Jordan Luke Gage | Andrew Polec         | Travis Cormier        |
| Raven      | Sheridan Mouawad                          | Christina Bennington            | Emily Schultheis                | Christina Bennington | Alize Cruz            |
| Falco      | Bradley Dean                              | Rob Fowler                      | Bradley Dean                    | Bradley Dean         | Travis Cloer          |
| Sloane     | Julia Murney / Jackie Burns               | Sharon Sexton                   | Lulu Lloyd                      | Lena Hall            | Anne Martinez         |
| Tink       | Charlie Franklin                          | Aran MacRae                     | Avionce Hoyles                  | Avionce Hoyles       | Freddy Leakoula Pomee |
| Zahara     | Christina Sajous                          | Danielle Steers                 | Harper Miles                    | Danielle Steers      | Mecca Hicks           |
| Jagwire    | Billy Lewis Jr                            | Billy Lewis Jr                  | Tyrick Wiltez Jones             | Tyrick Wiltez Jones  | Je’Shaun Jackson      |
| Ledoux     | Justin Sargent                            | Giovanni Spanó                  | Will Branner                    | Will Branner         | Jared Svoboda         |
| Blake      | Lance Bordelon                            | Patrick Sullivan                | N/A                             | N/A                  | N/A                   |
| Valkyrie   | N/A                                       | Georgia Carling                 | Samantha Pauly                  | Jessica Jaunich      | Mikayla Agrella       |

## Distributions européennes
| Personnage | Manchester (2017)               | Londres (2017)                  | Londres (2018–19)               | Oberhausen (2018–19) | Tournée internationale (2020) | Tournée anglaise (2021)            | Tournée anglaise et australienne (2023) |
| ---------- | ------------------------------- | ------------------------------- | ------------------------------- | -------------------- | ----------------------------- | ---------------------------------- | --------------------------------------- |
| Strat      | Andrew Polec / Jordan Luke Gage | Andrew Polec / Jordan Luke Gage | Andrew Polec / Jordan Luke Gage | Robin Reitsma        | Glenn Adamson                 | Glenn Adamson                      | Glenn Adamson                           |
| Raven      | Christina Bennington            | Christina Bennington            | Christina Bennington            | Sarah Kornfeld       | Martha Kirby                  | Martha Kirby                       | Kelly Gnauck                            |
| Falco      | Rob Fowler                      | Rob Fowler                      | Rob Fowler                      | Alex Melcher         | Alex Melcher                  | Rob Fowler                         | Rob Fowler                              |
| Sloane     | Sharon Sexton                   | Sharon Sexton                   | Sharon Sexton                   | Willemijn Verkaik    | Tamsin Dowsett                | Sharon Sexton / Franziska Schuster | Sharon Sexton                           |
| Tink       | Aran MacRae                     | Aran MacRae                     | Alex Thomas-Smith               | Tom van der Ven      | Killian Thomas Lefevre        | Killian Thomas Lefevre             | Matteo Johnson                          |
| Zahara     | Danielle Steers                 | Danielle Steers                 | Danielle Steers                 | Aisata Blackman      | Jordan Frazier                | Joelle Moses                       | Jayme-Lee Zanoncelli                    |
| Jagwire    | Dom Hartley-Harris              | Dom Hartley-Harris              | Wayne Robinson                  | Benet Monteiro       | Johnny Bishop                 | James Chisholm                     | James Chisholm                          |
| Ledoux     | Giovanni Spanó                  | Giovanni Spanó                  | Giovanni Spanó                  | Michael Moore        | Alex Lodge                    | Danny Whelan                       | Danny Whelan                            |
| Blake      | Patrick Sullivan                | Patrick Sullivan                | Patrick Sullivan                | Lorenzo Di Girolamo  | N/A                           | N/A                                | N/A                                     |
| Valkyrie   | Georgia Carling                 | Georgia Carling                 | Georgia Carling                 | Maureen Mac Gillavry | Kellie Gnauck                 | Kellie Gnauck                      | Katie Tonkinson                         |

## Numéros musicaux
| 1er acte - Love and Death and an American Guitar – Strat - All Revved Up with No Place to Go / Wasted Youth – Strat, Falco, Ledoux, Jagwire et la troupe - Out of the Frying Pan And Into the Fire – Strat, Ledoux, Valkyrie, Tink et la troupe - Two Out of Three Ain't Bad – Zahara et Jagwire - Paradise by the Dashboard Light – Falco, Sloane et la troupe - Making Love Out of Nothing at All – Strat et Raven - Bat Out of Hell – Strat, Raven et la troupe | 2e acte - Heaven Can Wait – Raven - Objects in the Rear View Mirror May Appear Closer Than They Are - Jagwire, Valkyrie, Ledoux et la troupe - For Crying Out Loud – Strat et Raven - You Took the Words Right Out of My Mouth\|You Took the Words Right Out of My Mouth (Hot Summer Night) – Strat, Raven, Ledoux, Liebeswoosh, Valkyrie, Mordema, Jagwire et la troupe - What Part of My Body Hurts the Most – Falco et Sloane - Dead Ringer for Love – Jagwire, Zahara et la troupe - Rock and Roll Dreams Come Through – Strat, Tink, Jagwire, Ledoux, Valkyrie, Zahara et la troupe - It's All Coming Back to Me Now – Raven, Sloane, Falco et Strat - I'd Do Anything for Love (But I Won't Do That) – Strat, Raven, Jagwire, Falco, Sloane, Zahara, Valkyrie, Ledoux, Liebeswoosh et la troupe |

## Genèse
En 1968, alors étudiant au Amherst College, Jim Steinman écrit un article sur les problèmes contemporains de l'époque. Il décide de transformer ce papier en une comédie musicale rock : The Dream Engine. Il travaille dès lors en étroite collaboration avec son camarade Barry Keating.

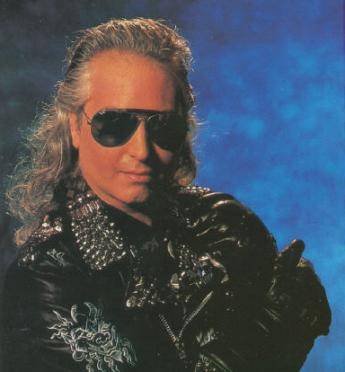
Le compositeur Jim Steinman.

The Dream Engine met en vedette Steinman dans le rôle de Baal, jeune homme de dix-neuf ans et leader charismatique d'une bande de jeunes rebelles californiens. L'intrigue suit les interactions de Baal avec les membres de sa tribu et ses nouvelles recrues (dont des rites de passage douloureux) et l'opposition à diverses figures d'autorité adultes. L'ensemble est très influencé par le travail de Bertolt Brecht et la troupe du Living Theatre. Il contient d'ores et déjà les titres Who Needs The Young et Hot Summer Nights, lesquels figureront par la suite dans Bat Out Of Hell: The Musical.
Par la suite, en avril 1969, les droits de The Dream Engine sont achetés par Joseph Papp pour le New York Shakespeare Festival. Fraîchement diplômé, Steinman est recruté pour affiner son travail mais les productions envisagées ne verront jamais le jour . En 1973, Papp place Steinman sur le projet de la comédie musicale rock More Than You Deserve, où Steinman rencontre Meat Loaf. En août 1974, Steinman contacte Papp et l'informe qu'il a réécrit une grande partie de The Dream Engine, rebaptisé Neverland.
En 1975, Meat Loaf, Steinman, Ellen Foley et d'autres artistes travaillent pour le National Lampoon. Durant cette même année, Steinman écrit la plupart des chansons pour l'album Bat Out of Hell ; il commence à répéter et enregistrer avec Meat Loaf et Foley.
Début 1977, Steinman se rend à Washington pour travailler sur Neverland. Le projet reprend de nombreux éléments The Dream Engine mais se revendique désormais pleinement comme une interprétation futuriste de Peter Pan. Foley incarne Wendy. En automne 1977, l'album Bat Out of Hell sort.
Dans les années 90, l'équipe songe à adapter Neverland en long-métrage sous le titre Bat Out of Hell 2100. L'adaptation était supposée contenir les chansons antérieures de Steinman telles que Who Needs The Young, All Revved Up With No Place To Go, Bat Out Of Hell, It's All Coming Back to Me Now, Objects In The Rear View Mirror, I'd Do Anything For Love.
En 2008, Bat Out Of Hell: The Musical est annoncé,. La comédie musicale se concrétisera sept ans plus tard : la création occupe l'ensemble de l'année 2015. Courant 2016, le casting est annoncé et la première représentation publique a lieu en février 2017 au Royaume-Uni. Décédé en 2021, Steinman aura assisté au triomphe de sa comédie musicale, multirécompensée et couronnée de plusieurs tournées à succès dans les pays anglophones.

## Récompenses et nominations
| Année | Cérémonie                       | Catégorie                                                  | Nomination                       | Résultats  |
| ----- | ------------------------------- | ---------------------------------------------------------- | -------------------------------- | ---------- |
| 2017  | Evening Standard Theatre Award, | Best Musical                                               | Best Musical                     | Lauréat    |
| 2017  | Evening Standard Theatre Award, | Best Design                                                | Jon Bausor                       | Nomination |
| 2017  | BroadwayWorld UK Award,         | Best Actor in a New Production of a Musical                | Andrew Polec                     | Nomination |
| 2017  | BroadwayWorld UK Award,         | Best Actress in a New Production of a Musical              | Christina Bennington             | Nomination |
| 2017  | BroadwayWorld UK Award,         | Best Sound Design of a New Production of a Play or Musical | Gareth Owen                      | Lauréat    |
| 2017  | BroadwayWorld UK Award,         | Best New Production of a Musical                           | Best New Production of a Musical | Nomination |
| 2017  | The Stage Debut Award           | The Joe Allen Best West End Debut Award                    | Andrew Polec                     | Lauréat    |
| 2017  | West End Wilma Award            | Rising Star                                                | Andrew Polec                     | Nomination |
| 2018  | Laurence Olivier Award          | Best Sound Design                                          | Gareth Owen                      | Nomination |
| 2018  | AV Technology Europe Award      | Best Use Of Audio Solutions                                | Gareth Owen                      | Lauréat    |
| 2018  | WhatsOnStage Award              | Best Actor in a Musical                                    | Andrew Polec                     | Nomination |
| 2018  | WhatsOnStage Award              | Best Actress in a Musical                                  | Christina Bennington             | Nomination |
| 2018  | WhatsOnStage Award              | Best Supporting Actor in a Musical                         | Rob Fowler                       | Nomination |
| 2018  | WhatsOnStage Award              | Best Supporting Actress in a Musical                       | Danielle Steers                  | Nomination |
| 2018  | WhatsOnStage Award              | Best New Musical                                           | Best New Musical                 | Nomination |
| 2018  | WhatsOnStage Award              | Best Direction                                             | Jay Scheib                       | Nomination |
| 2018  | WhatsOnStage Award              | Best Set Design                                            | Jon Bausor                       | Nomination |
| 2018  | WhatsOnStage Award              | Best Lighting Design                                       | Patrick Woodroffe                | Lauréat    |
| 2018  | West End Wilma Award            | Best West End Show                                         | Best West End Show               | Nomination |
| 2018  | West End Wilma Award            | Best Performer In A West End Show                          | Sharon Sexton                    | Lauréat    |
| 2018  | West End Wilma Award            | Best Supporting Cast Member in a West End Show             | Danielle Steers                  | Lauréat    |
| 2018  | West End Wilma Award            | Best Understudy                                            | Rhianne-Louise McCaulsky         | Nomination |
| 2019  | WhatsOnStage Award              | Best Original Cast Recording                               | Best Original Cast Recording     | Nomination |
| 2019  | WhatsOnStage Award              | Best West End Show                                         | Best West End Show               | Nomination |